# ليتشفيلد
ليتشفيلد (إلينوي) (بالإنجليزية: Litchfield, Illinois)‏ هي مدينة تقع في الولايات المتحدة في إلينوي.  يقدر عدد سكانها بـ 6,939 نسمة .

## التركيبة السكانية
حدّد مكتب تعداد الولايات المتحدة بيانات التركيبة السكانية لليتشفيلد في تعداد الولايات المتحدة. في ما يلي، التركيبة السكانية حسب تعدادي 2000 و2010.

### تعداد عام 2000
بلغ عدد سكان ليتشفيلد 6,815 نسمة بحسب تعداد عام 2000، وبلغ عدد الأسر 2,772 أسرة وعدد العائلات 1,786 عائلة مقيمة في المدينة. في حين سجلت الكثافة السكانية 244.1 نسمة لكل كيلومتر مربع (632.2/ميل2). وبلغ عدد الوحدات السكنية 3,011 وحدة بمتوسط كثافة قدره 107.8 لكل كيلومتر مربع (279.2/ميل2).
وتوزع التركيب العرقي للمدينة بنسبة 98.31% من البيض و0.37% من الأمريكيين الأفارقة و0.18% من الأمريكيين الأصليين و0.26% من الأمريكيين ذوي الأصول الآسيوية و0.01% من سكان جزر المحيط الهادئ و0.22% من الأعراق الأخرى و0.65% من عرقين مختلطين أو أكثر و0.95% من الهسبانيون أو اللاتينيون من أي عرق.
بلغ عدد الأسر 2,772 أسرة كانت نسبة 34.4% منها لديها أطفال تحت سن الثامنة عشر تعيش معهم، وبلغت نسبة الأزواج القاطنين مع بعضهم البعض 48.7% من أصل المجموع الكلي للأسر، ونسبة 11.9% من الأسر كان لديها معيلات من الإناث دون وجود شريك،  بينما كانت نسبة 3.9% من الأسر لديها معيلون من الذكور دون وجود شريكة وكانت نسبة 35.6% من غير العائلات. تألفت نسبة 32.5% من أصل جميع الأسر من عدة أفراد يعيشون في نفس المنزل ونسبة 17% كانت تتألف من شخص يعيش بمفرده يبلغ من العمر 65 عاماً أو أكثر. وبلغ متوسط حجم الأسرة المعيشية 2.37، أما متوسط حجم العائلات فبلغ 2.97.
بلغ العمر الوسطي للسكان 38.1 عاماً. وكانت نسبة 25.6% من القاطنين تحت سن الثامنة عشر، وكانت نسبة 7.5% بين الثامنة عشر والرابعة والعشرين عاماً، ونسبة 26.5% كانت واقعةً في الفئة العمرية ما بين الخامسة والعشرين والرابعة والأربعين عاماً، ونسبة 19.4% كانت ما بين الخامسة والأربعين والرابعة والستين، ونسبة 17.4% كانت ضمن فئة الخامسة والستين عاماً فما فوق. يوجد لكل 100 أنثى 87.6 ذكر، ويوجد لكل 100 أنثى في الثامنة عشر من عمرها فما فوق 81.9 ذكر.
بلغ متوسط دخل الأسرة في المدينة 31,839 دولارًا، أما متوسط دخل العائلة فبلغ 36,371 دولارًا. وكان متوسط دخل الذكور 27,792 دولارًا مقابل 19,878 دولارًا للإناث. وسجل دخل الفرد الخاص بالمدينة 15,548 دولارًا. وكانت نسبة 11.1% من العائلات ونسبة 12.5% من السكان تحت خط الفقر، وكان من هؤلاء نسبة 17.3% تحت سن الثامنة عشر ونسبة 13.1% في الخامسة والستين من العمر وما فوق.

### تعداد عام 2010
بلغ عدد سكان ليتشفيلد 6,939 نسمة بحسب تعداد عام 2010، وبلغ عدد الأسر 2,852 أسرة وعدد العائلات 1,770 عائلة مقيمة في المدينة. في حين سجلت الكثافة السكانية 248.5 نسمة لكل كيلومتر مربع (643.6/ميل2). وبلغ عدد الوحدات السكنية 3,158 وحدة بمتوسط كثافة قدره 113.1 لكل كيلومتر مربع (292.9/ميل2).
وتوزع التركيب العرقي للمدينة بنسبة 96.99% من البيض و0.61% من الأمريكيين الأفارقة و0.20% من الأمريكيين الأصليين و0.53% من الأمريكيين ذوي الأصول الآسيوية و0.14% من سكان جزر المحيط الهادئ و0.53% من الأعراق الأخرى و0.99% من عرقين مختلطين أو أكثر و1.48% من الهسبانيون أو اللاتينيون من أي عرق.
بلغ عدد الأسر 2,852 أسرة كانت نسبة 30.5% منها لديها أطفال تحت سن الثامنة عشر تعيش معهم، وبلغت نسبة الأزواج القاطنين مع بعضهم البعض 43.3% من أصل المجموع الكلي للأسر، ونسبة 13.7% من الأسر كان لديها معيلات من الإناث دون وجود شريك،  بينما كانت نسبة 5% من الأسر لديها معيلون من الذكور دون وجود شريكة وكانت نسبة 37.9% من غير العائلات. تألفت نسبة 32.4% من أصل جميع الأسر من عدة أفراد يعيشون في نفس المنزل ونسبة 17.4% كانت تتألف من شخص يعيش بمفرده يبلغ من العمر 65 عاماً أو أكثر. وبلغ متوسط حجم الأسرة المعيشية 2.35، أما متوسط حجم العائلات فبلغ 2.93.
بلغ العمر الوسطي للسكان 41.0 عاماً. وكانت نسبة 23.3% من القاطنين تحت سن الثامنة عشر، وكانت نسبة 8.2% بين الثامنة عشر والرابعة والعشرين عاماً، ونسبة 23.7% كانت واقعةً في الفئة العمرية ما بين الخامسة والعشرين والرابعة والأربعين عاماً، ونسبة 25.6% كانت ما بين الخامسة والأربعين والرابعة والستين، ونسبة 19.2% كانت ضمن فئة الخامسة والستين عاماً فما فوق. وتوزع التركيب الجنسي للسكان بنسبة 47.2% ذكور و52.8% إناث.

## أعلام
- بروس كامبل هوبر
- ويليام د. هيل
- باول مارتن بيرسون
- جاكي مايو